# Sogndal Fotball 1994
Questa pagina raccoglie i dati riguardanti il Sogndal Fotball nelle competizioni ufficiali della stagione 1994.

## Stagione
A seguito della promozione del campionato 1993, il Sogndal affrontò l'Eliteserien 1994. Chiuse la stagione al penultimo posto in classifica, retrocedendo così nuovamente nella 1. divisjon dopo una stagione di permanenza nella massima serie. L'avventura nel Norgesmesterskapet 1994 si chiuse al quarto turno con l'eliminazione per mano dell'Odd.
Trond Helgesen, Atle Torvanger e i fratelli Jarle e Tore André Flo furono i calciatori più utilizzati in campionato, ciascuno di loro con 22 presenze; Tore André Flo fu anche il miglior marcatore stagionale con 5 reti.

## Rosa
| N. |                     | Ruolo | Calciatore           |
| -- | ------------------- | ----- | -------------------- |
|    | Norvegia (bandiera) | P     | Oddgeir Hov          |
|    | Norvegia (bandiera) | P     | André Ulla           |
|    | Norvegia (bandiera) | D     | Ståle Bokalrud       |
|    | Norvegia (bandiera) | D     | Jarle Flo            |
|    | Norvegia (bandiera) | D     | Jan Halvor Halvorsen |
|    | Norvegia (bandiera) | D     | Trond Helgesen       |
|    | Norvegia (bandiera) | D     | Asle Hillestad       |
|    | Norvegia (bandiera) | D     | Ole Hjelmhaug        |
|    | Norvegia (bandiera) | D     | Kai Erik Moen        |
|    | Norvegia (bandiera) | D     | Atle Torvanger       |
|    | Norvegia (bandiera) | C     | Eirik Bakke          |

| N. |                     | Ruolo | Calciatore             |
| -- | ------------------- | ----- | ---------------------- |
|    | Norvegia (bandiera) | C     | Kjell Ertesvåg         |
|    | Norvegia (bandiera) | C     | Bjørn Heidenstrøm      |
|    | Norvegia (bandiera) | C     | Lars Jensen            |
|    | Norvegia (bandiera) | C     | Harald Lødemel         |
|    | Norvegia (bandiera) | C     | Glenn Sverre Rostad    |
|    | Islanda (bandiera)  | C     | Rúnar Páll Sigmundsson |
|    | Norvegia (bandiera) | C     | Brede Skorve           |
|    | Norvegia (bandiera) | C     | Karl Oddvar Vie        |
|    | Norvegia (bandiera) | A     | Bent Apneseth          |
|    | Norvegia (bandiera) | A     | Håvard Flo             |
|    | Norvegia (bandiera) | A     | Tore André Flo         |

## Calciomercato

### Sessione invernale
| Acquisti | Acquisti               | Acquisti       | Acquisti   |
| R.       | Nome                   | da             | Modalità   |
| -------- | ---------------------- | -------------- | ---------- |
| P        | André Ulla             | HamKam         | definitivo |
| D        | Ståle Bokalrud         | Kongsvinger    | definitivo |
| D        | Kai Erik Moen          | Kongsvinger    | definitivo |
| C        | Kjell Ertesvåg         | Fjøra          | definitivo |
| C        | Bjørn Heidenstrøm      | Bærum          | definitivo |
| C        | Rúnar Páll Sigmundsson | Fram Reykjavík | definitivo |

| Cessioni | Cessioni | Cessioni | Cessioni |
| R.       | Nome     | a        | Modalità |
| -------- | -------- | -------- | -------- |

### Sessione estiva
| Acquisti | Acquisti             | Acquisti | Acquisti   |
| R.       | Nome                 | da       | Modalità   |
| -------- | -------------------- | -------- | ---------- |
| D        | Jan Halvor Halvorsen | Aarhus   | definitivo |

| Cessioni | Cessioni | Cessioni | Cessioni |
| R.       | Nome     | a        | Modalità |
| -------- | -------- | -------- | -------- |

## Risultati

### Eliteserien

#### Girone di andata
| Tromsø 17 aprile 1994, ore 18:00 1ª giornata | Tromsø | 0 – 0 referto | Sogndal | Alfheim Stadion (6.605 spett.) |

| Sogndal 24 aprile 1994, ore 18:00 2ª giornata                         | Sogndal   | 0 – 4 referto                       | Vålerenga | Fosshaugane Campus (2.078 spett.) |
| \| \| \| \| \| \| Marcatori \| 4’ Kruse 32’ Haug 72’, 85’ Nysæther \| |           |                                     |           |                                   |
|                                                                       |           |                                     |           |                                   |
|                                                                       | Marcatori | 4’ Kruse 32’ Haug 72’, 85’ Nysæther |           |                                   |

| Trondheim 27 aprile 1994, ore 19:00 3ª giornata   | Rosenborg | 1 – 0 referto | Sogndal | Lerkendal Stadion (11.276 spett.) |
| \| \| \| \| \| Skammelsrud 47’ \| Marcatori \| \| |           |               |         |                                   |
|                                                   |           |               |         |                                   |
| Skammelsrud 47’                                   | Marcatori |               |         |                                   |

| Sogndal 1º maggio 1994, ore 18:00 4ª giornata                                                                   | Sogndal   | 2 – 4 referto                                            | Brann | Fosshaugane Campus (5.148 spett.) |
| \| \| \| \| \| H. Flo 8’ T. Flo 74’ \| Marcatori \| 31’ Johansson 56’ I. Ludvigsen 80’ Strandli 84’ Soltvedt \| |           |                                                          |       |                                   |
| |           |                                                          |       |                                   |
| H. Flo 8’ T. Flo 74’                                                                                            | Marcatori | 31’ Johansson 56’ I. Ludvigsen 80’ Strandli 84’ Soltvedt |       |                                   |

| Drammen 8 maggio 1994, ore 18:00 5ª giornata                      | Strømsgodset | 2 – 1 referto | Sogndal | Marienlyst Stadion (6.514 spett.) |
| \| \| \| \| \| Nyan 60’ Kuvicek 81’ \| Marcatori \| 19’ T. Flo \| |              |               |         |                                   |
|                                                                   |              |               |         |                                   |
| Nyan 60’ Kuvicek 81’                                              | Marcatori    | 19’ T. Flo    |         |                                   |

| Sogndal 12 maggio 1994, ore 18:00 6ª giornata                  | Sogndal   | 1 – 1 referto | Start | Fosshaugane Campus (2.149 spett.) |
| \| \| \| \| \| Helgesen 59’, 60’ \| Marcatori \| 5’ Løvland \| |           |               |       |                                   |
|                                                                |           |               |       |                                   |
| Helgesen 59’, 60’                                              | Marcatori | 5’ Løvland    |       |                                   |

| Lillestrøm 16 maggio 1994, ore 18:00 7ª giornata             | Lillestrøm | 3 – 0 referto | Sogndal | Åråsen Stadion (4.751 spett.) |
| \| \| \| \| \| Hedman 28’, 32’ Mjelde 33’ \| Marcatori \| \| |            |               |         |                               |
|                                                              |            |               |         |                               |
| Hedman 28’, 32’ Mjelde 33’                                   | Marcatori  |               |         |                               |

| Sogndal 23 maggio 1994, ore 18:00 8ª giornata   | Sogndal   | 1 – 0 referto | Viking | Fosshaugane Campus (1.599 spett.) |
| \| \| \| \| \| Torvanger 72’ \| Marcatori \| \| |           |               |        |                                   |
|                                                 |           |               |        |                                   |
| Torvanger 72’                                   | Marcatori |               |        |                                   |

| Sogndal 26 maggio 1994, ore 19:00 9ª giornata  | Sogndal   | 1 – 0 referto | Kongsvinger | Fosshaugane Campus (1.451 spett.) |
| \| \| \| \| \| Apneseth 62’ \| Marcatori \| \| |           |               |             |                                   |
|                                                |           |               |             |                                   |
| Apneseth 62’                                   | Marcatori |               |             |                                   |

| Hamar 29 maggio 1994, ore 18:00 10ª giornata                              | HamKam    | 3 – 2 referto      | Sogndal | Briskeby Gressbane (3.389 spett.) |
| \| \| \| \| \| Furuly 18’, 62’, 76’ \| Marcatori \| 34’ H. Flo 47’ Vie \| |           |                    |         |                                   |
|                                                                           |           |                    |         |                                   |
| Furuly 18’, 62’, 76’                                                      | Marcatori | 34’ H. Flo 47’ Vie |         |                                   |

| Sogndal 24 luglio 1994, ore 18:00 11ª giornata | Sogndal | 0 – 0 referto | Bodø/Glimt | Fosshaugane Campus (1.371 spett.) |

#### Girone di ritorno
| Sogndal 27 luglio 1994, ore 19:00 12ª giornata                  | Sogndal   | 2 – 1 referto | Tromsø | Fosshaugane Campus (1.255 spett.) |
| \| \| \| \| \| J. Flo 45’, 60’ \| Marcatori \| 25’ Rushfeldt \| |           |               |        |                                   |
|                                                                 |           |               |        |                                   |
| J. Flo 45’, 60’                                                 | Marcatori | 25’ Rushfeldt |        |                                   |

| Oslo 31 luglio 1994, ore 18:00 13ª giornata  | Vålerenga | 0 – 1 referto | Sogndal | Ullevaal Stadion (3.017 spett.) |
| \| \| \| \| \| \| Marcatori \| 25’ T. Flo \| |           |               |         |                                 |
|                                              |           |               |         |                                 |
|                                              | Marcatori | 25’ T. Flo    |         |                                 |

| Sogndal 7 agosto 1994, ore 18:00 14ª giornata                       | Sogndal   | 0 – 3 referto                     | Rosenborg | Fosshaugane Campus (3.628 spett.) |
| \| \| \| \| \| \| Marcatori \| 34’ Løken 85’ Kaasa 86’ Brattbakk \| |           |                                   |           |                                   |
|                                                                     |           |                                   |           |                                   |
|                                                                     | Marcatori | 34’ Løken 85’ Kaasa 86’ Brattbakk |           |                                   |

| Bergen 14 agosto 1994, ore 18:00 15ª giornata                               | Brann     | 4 – 0 referto | Sogndal | Brann Stadion (9.277 spett.) |
| \| \| \| \| \| Soltvedt 17’ Karlsbakk 23’, 76’ Berge 47’ \| Marcatori \| \| |           |               |         |                              |
|                                                                             |           |               |         |                              |
| Soltvedt 17’ Karlsbakk 23’, 76’ Berge 47’                                   | Marcatori |               |         |                              |

| Sogndal 21 agosto 1994, ore 18:00 16ª giornata       | Sogndal   | 2 – 0 referto | Strømsgodset | Fosshaugane Campus (1.461 spett.) |
| \| \| \| \| \| Hillestad 13’ ? ?’ \| Marcatori \| \| |           |               |              |                                   |
|                                                      |           |               |              |                                   |
| Hillestad 13’ ? ?’                                   | Marcatori |               |              |                                   |

| Moss 28 agosto 1994, ore 18:00 17ª giornata                      | Start     | 2 – 1 referto | Sogndal | Melløs Stadion (3.420 spett.) |
| \| \| \| \| \| Belsvik 2’ Dahlum 52’ \| Marcatori \| 26’ Moen \| |           |               |         |                               |
|                                                                  |           |               |         |                               |
| Belsvik 2’ Dahlum 52’                                            | Marcatori | 26’ Moen      |         |                               |

| Sogndal 31 agosto 1994, ore 18:00 18ª giornata                                                                 | Sogndal   | 1 – 5 referto                                                      | Lillestrøm | Fosshaugane Campus (1.659 spett.) |
| \| \| \| \| \| T. Flo 2’ \| Marcatori \| 37’ Johnsen 42’ Pedersen 69’ Bjarmann 79’ Sandstø 83’ Ingebrigtsen \| |           |                                                                    |            |                                   |
| |           |                                                                    |            |                                   |
| T. Flo 2’ | Marcatori | 37’ Johnsen 42’ Pedersen 69’ Bjarmann 79’ Sandstø 83’ Ingebrigtsen |            |                                   |

| Stavanger 18 settembre 1994, ore 15:00 19ª giornata                        | Viking    | 3 – 1 referto  | Sogndal | Stavanger Stadion (6.812 spett.) |
| \| \| \| \| \| Sørloth 21’, 45’ Aase 90’ \| Marcatori \| 6’ Heidenstrøm \| |           |                |         |                                  |
|                                                                            |           |                |         |                                  |
| Sørloth 21’, 45’ Aase 90’                                                  | Marcatori | 6’ Heidenstrøm |         |                                  |

| Kongsvinger 25 settembre 1994, ore 15:00 20ª giornata      | Kongsvinger | 2 – 0 referto | Sogndal | Gjemselund Stadion (1.988 spett.) |
| \| \| \| \| \| Frigård 22’ Levernes 29’ \| Marcatori \| \| |             |               |         |                                   |
|                                                            |             |               |         |                                   |
| Frigård 22’ Levernes 29’                                   | Marcatori   |               |         |                                   |

| Sogndal 2 ottobre 1994, ore 15:00 21ª giornata                    | Sogndal   | 2 – 1 referto | HamKam | Fosshaugane Campus (1.005 spett.) |
| \| \| \| \| \| T. Flo 80’ Vie 86’ \| Marcatori \| 79’ Skogheim \| |           |               |        |                                   |
|                                                                   |           |               |        |                                   |
| T. Flo 80’ Vie 86’                                                | Marcatori | 79’ Skogheim  |        |                                   |

| Bodø 16 ottobre 1994, ore 13:00 22ª giornata           | Bodø/Glimt | 1 – 1 referto | Sogndal | Aspmyra Stadion (4.446 spett.) |
| \| \| \| \| \| Ø. Berg 62’ \| Marcatori \| 71’ Moen \| |            |               |         |                                |
|                                                        |            |               |         |                                |
| Ø. Berg 62’                                            | Marcatori  | 71’ Moen      |         |                                |

### Norgesmesterskapet
| 1994 Primo turno | Bjarg | 0 – 5 referto | Sogndal |  |

| 19 maggio 1994 Secondo turno | Florø | 0 – 1 referto | Sogndal |  |

| Sogndal 8 giugno 1994 Terzo turno                                         | Sogndal   | 2 – 1 referto   | Bærum | Fosshaugane Campus (512 spett.) |
| \| \| \| \| \| H. Flo 12’ Helgesen 70’ \| Marcatori \| 21’ Johannessen \| |           |                 |       |                                 |
|                                                                           |           |                 |       |                                 |
| H. Flo 12’ Helgesen 70’                                                   | Marcatori | 21’ Johannessen |       |                                 |

| Sogndal 20 luglio 1994 Quarto turno           | Sogndal   | 0 – 1 referto | Odd Grenland | Fosshaugane Campus (1.493 spett.) |
| \| \| \| \| \| \| Marcatori \| 61’ Kolstad \| |           |               |              |                                   |
|                                               |           |               |              |                                   |
|                                               | Marcatori | 61’ Kolstad   |              |                                   |

## Statistiche

### Statistiche di squadra
| Competizione       | Punti | In casa | In casa | In casa | In casa | In casa | In casa | In trasferta | In trasferta | In trasferta | In trasferta | In trasferta | In trasferta | Totale | Totale | Totale | Totale | Totale | Totale | DR  |
| Competizione       | Punti | G       | V       | N       | P       | Gf      | Gs      | G            | V            | N            | P            | Gf           | Gs           | G      | V      | N      | P      | Gf     | Gs     | DR  |
| ------------------ | ----- | ------- | ------- | ------- | ------- | ------- | ------- | ------------ | ------------ | ------------ | ------------ | ------------ | ------------ | ------ | ------ | ------ | ------ | ------ | ------ | --- |
| Eliteserien        | 22    | 11      | 5       | 2       | 4       | 12      | 19      | 11           | 1            | 2            | 8            | 7            | 21           | 22     | 6      | 4      | 12     | 19     | 40     | -21 |
| Norgesmesterskapet | -     | 2       | 1       | 0       | 1       | 2       | 2       | 2            | 2            | 0            | 0            | 6            | 0            | 4      | 3      | 0      | 1      | 8      | 2      | +6  |
| Totale             | -     | 13      | 6       | 2       | 5       | 14      | 21      | 13           | 3            | 2            | 8            | 13           | 21           | 26     | 9      | 4      | 13     | 27     | 42     | -15 |

### Statistiche dei giocatori
| Giocatore      | Eliteserien | Eliteserien | Eliteserien | Eliteserien | Norgesmesterskapet | Norgesmesterskapet | Norgesmesterskapet | Norgesmesterskapet | Totale   | Totale | Totale      | Totale     |
| Giocatore      | Presenze    | Reti        | Ammonizioni | Espulsioni  | Presenze           | Reti               | Ammonizioni        | Espulsioni         | Presenze | Reti   | Ammonizioni | Espulsioni |
| -------------- | ----------- | ----------- | ----------- | ----------- | ------------------ | ------------------ | ------------------ | ------------------ | -------- | ------ | ----------- | ---------- |
| B. Apneseth    | 21          | 1           |             |             | ?                  | ?                  |                    |                    | 21+      | 1+     | 0           | 0          |
| E. Bakke       | 5           | 0           |             |             | ?                  | ?                  |                    |                    | 5+       | 0+     | 0           | 0          |
| S. Bokalrud    | 0           | 0           |             |             | ?                  | ?                  |                    |                    | 0+       | 0+     | 0           | 0          |
| K. Ertesvåg    | 1           | 0           |             |             | ?                  | ?                  |                    |                    | 1+       | 0+     | 0           | 0          |
| H. Flo         | 19          | 2           |             |             | 1+                 | 1+                 |                    |                    | 20+      | 3+     | 0           | 0          |
| J. Flo         | 22          | 2           |             |             | ?                  | ?                  |                    |                    | 22+      | 2+     | 0           | 0          |
| T. Flo         | 22          | 5           |             |             | ?                  | ?                  |                    |                    | 22+      | 5+     | 0           | 0          |
| J. Halvorsen   | 11          | 0           |             |             | ?                  | ?                  |                    |                    | 11+      | 0+     | 0           | 0          |
| B. Heidenstrøm | 6           | 1           |             |             | ?                  | ?                  |                    |                    | 6+       | 1+     | 0           | 0          |
| T. Helgesen    | 22          | 1           |             |             | 1+                 | 1+                 |                    |                    | 23+      | 2+     | 0           | 0          |
| A. Hillestad   | 11          | 1           |             |             | ?                  | ?                  |                    |                    | 11+      | 1+     | 0           | 0          |
| O. Hjelmhaug   | 0           | 0           |             |             | ?                  | ?                  |                    |                    | 0+       | 0+     | 0           | 0          |
| O. Hov         | 9           | 0           |             |             | ?                  | ?                  |                    |                    | 9+       | 0+     | 0           | 0          |
| L. Jensen      | 14          | 0           |             |             | ?                  | ?                  |                    |                    | 14+      | 0+     | 0           | 0          |
| H. Lødemel     | 15          | 0           |             |             | ?                  | ?                  |                    |                    | 15+      | 0+     | 0           | 0          |
| K. Moen        | 21          | 2           |             |             | ?                  | ?                  |                    |                    | 21+      | 2+     | 0           | 0          |
| G. Rostad      | 19          | 0           |             |             | ?                  | ?                  |                    |                    | 19+      | 0+     | 0           | 0          |
| R. Sigmundsson | 0           | 0           |             |             | ?                  | ?                  |                    |                    | 0+       | 0+     | 0           | 0          |
| B. Skorve      | 6           | 0           |             |             | ?                  | ?                  |                    |                    | 6+       | 0+     | 0           | 0          |
| A. Torvanger   | 22          | 1           |             |             | ?                  | ?                  |                    |                    | 22+      | 1+     | 0           | 0          |
| A. Ulla        | 13          | 0           |             |             | ?                  | ?                  |                    |                    | 13+      | 0+     | 0           | 0          |
| K. Vie         | 18          | 2           |             |             | ?                  | ?                  |                    |                    | 18+      | 2+     | 0           | 0          |